# Adolphe Viollet-le-Duc
Pour les articles homonymes, voir Viollet-le-Duc.
Adolphe Viollet-le-Duc, né le 7 novembre 1817 dans l'ancien 2e arrondissement de Paris et mort le 13 mars 1878 à Paris 9e, est un artiste-peintre paysagiste et critique français.

## Biographie
Fils du poète Louis Viollet-le-Duc, et cadet de l’architecte Eugène Viollet-le-Duc, Adolphe a fait des études classiques très complètes. Vivant dans un milieu où son gout pour les arts s’est rapidement développé, sans jamais cesser de cultiver les lettres, il a appris la peinture auprès de Léon Fleury.
Paysagiste dont le gout a été caractérisé comme pur et le style comme délicat, il a fait des débuts très remarqués, en 1844, à l’Exposition avec des paysages, en pleine polémique entre  néo-classiques et romantiques. Il a, à cette occasion, essayé d’élaborer une synthèse éclectique conjuguant les sévérités de la ligne avec l’accent de la couleur:532.
Grand voyageur, il a effectué de fréquents séjours en Italie et dans le midi de la France qui l’attiraient, dont il ramenait nombre d’impressions et d’études, qui se sont concrétisés avec les Bords du lac de Némi, le Souvenir de la villa Borghèse, le Souvenir de Sicile, les vues d’Antibes, des iles Sainte-Marguerite, des Iles d’Hyères, de Cannes, etc. Néanmoins, loin de se limiter aux contrées ensoleillées chères aux artistes de son temps, il représentait également les fermes des côtes de Normandie et la vallée de Joux où il résidait une partie de l’année. Il se livrait avec ardeur à l’étude de la nature dont il retirait de très vives impressions qu’il rendait avec charme et habileté : « sa facture a beaucoup de largeur et de fermeté ; sa couleur, de l’élégance et de la finesse. »
Vers 1863, il supplée au Salon et à son annexe son oncle maternel tombé gravement malade, Étienne-Jean Delécluze, dont il avait partagé, avec son frère, les leçons, qui lui-même avait quitté, vers 1815, la palette pour la plume, au Journal des débats, où il publiera un grand nombre d’articles sur les arts. Tempéré dans ses écrits comme dans sa peinture, ses critiques d’art étaient empreintes de justesse et de modération et d’une grande bienveillance, critiquant à demi-mot, pour ne pas heurter des opinions différentes des siennes. Même Jean-François Millet auquel il s’en est pris ne le trouvera pas « d’une hostilité bien véhémente ».
Une solide éducation et ses lectures lui permettant de traiter, au Journal des Débats, des genres très divers. Il s’exprimera notamment sur des sujets religieux, abordés sous un angle libéral et éclairé, notamment en prenant position, en plein siège de Paris, aux côtés du comte Daru, de Loyson et de Cochin au Français, contre le dogme de l'infaillibilité pontificale alors en préparation au premier concile œcuménique du Vatican.
Ayant épousé Stéphanie Girard, fille du graveur Alexis-François Girard, et sœur de l’helléniste Jules Girard, il en a eu une fille unique, Marie, qui a épousé l’architecte Alfred Vaudoyer, et qu’il a perdue, à l'âge de 22 ans. De ce moment, sa santé déjà déclinante n’a cessé de se dégrader. Ses obsèques ont eu lieu à l'église de la Trinité à Paris.

## Œuvres partielles
- Mariage d’Eudore et de Cymodocée, huile sur toile, 76 × 400 cm, Coll. Jean-Louis Vaudoyer.
- Paysage italien avec des ruines et un paysan avec son troupeau, huile sur toile, 39,2 × 31,5 cm
- L'Aqueduc de Buc, huile sur toile, 98 × 130 cm, Compiègne ; musée national du château de Compiègne, M5009002162.
- La Vallée de Jouy, effet du matin, huile sur toile, 155 × 200 cm, 1878, Rouen ; musée des Beaux-Arts, 07290022101.
- Paysage méditerranéen (Vue de Nice, prise de la route de Gênes), huile sur toile, v. 1861, Paris ; musée du Louvre, 00000106538.
- Vue de la vallée de Jouy-en-Josas, huile sur toile, 2 × 1,3 m, Dreux, musée d’art et d’histoire de Dreux, 02410000201.
- Les Grandes Eaux à Saint-Cloud, 1859, Saint-Cloud ; musée des Avelines Musée d’art et d’histoire de Saint-Cloud, huile sur toile, 91 × 130 cm, M0416005432.

## Publications partielles
- Notice sur la vie et les œuvres de Gérard par M. Adolphe Viollet Le Duc, Paris, A. Lainé et J. Havard, 1867, 405 p., 1 vol. ; portr. ; in-8º (OCLC 809029769, lire en ligne sur Gallica), p. 1-37.